# Uzarzewo
Uzarzewo – wieś w Polsce położona w województwie wielkopolskim, w powiecie poznańskim, w gminie Swarzędz, nad Jeziorem Uzarzewskim i rzeką Cybiną.
Wieś  szlachecka Urzazowo położona była w 1580 roku w powiecie poznańskim województwa poznańskiego. W latach 1975–1998 miejscowość położona była w województwie poznańskim.

## Zabytki

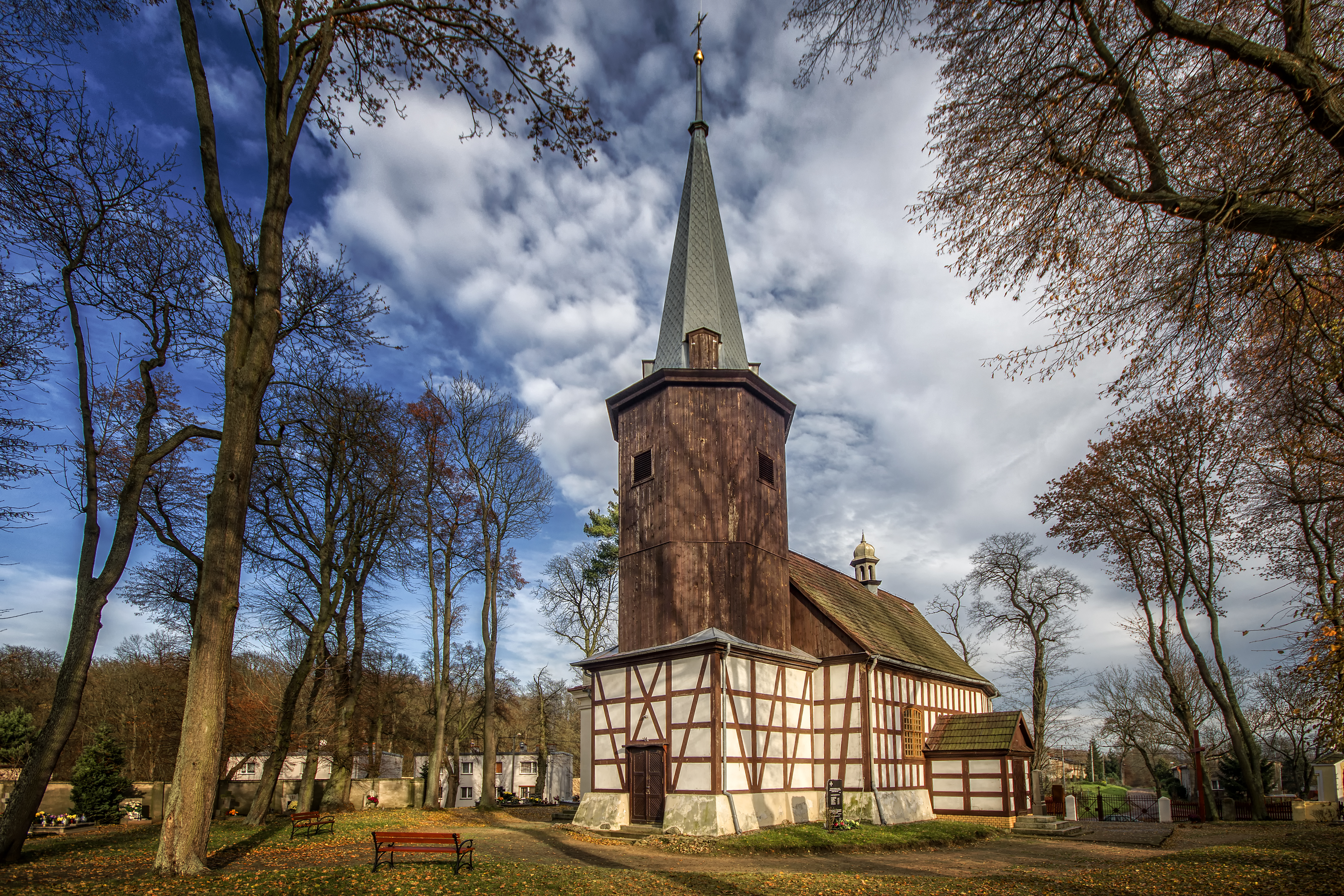
Kościół św. Michała Archanioła w Uzarzewie

- szachulcowy kościół św. Michała Archanioła w Uzarzewie

- plebania z poł. XIX wieku
- Zespół pałacowy Żychlińskich z poł. XIX wieku. W pałacu i zabudowaniach pałacowych od 1977 roku mieści się Muzeum Przyrodniczo-Łowieckie (oddział Muzeum Narodowego Rolnictwa i Przemysłu Rolno-Spożywczego w Szreniawie).

We wsi znajduje się również budynek dawnej Szkoły Podstawowej oraz zabudowania Gospodarstwa Rolnego Skarbu Państwa (dawnego Państwowego Gospodarstwa Rolnego).